# Trường Đại học Thongsuk
Trường Đại học Thongsuk (tiếng Anh: Thongsuk [Thongsook] College) là một trường đại học tư thục ở Bangkok, Thái Lan. Trường được thành lập năm 1994 và có một số chương trình đào tạo bậc đại học và một chương trình cao học ngành quản trị kinh doanh.